# 元毓
元 毓（げん いく）は、北魏の皇族。字は子春。

## 生涯
趙郡王元謐の長男として生まれた。献文帝の曾孫にあたる。524年に趙郡王位を継いだ。527年、通直散騎常侍に任じられた。528年に河陰の変が起こると殺害された。死後、使持節・衛大将軍・儀同三司・冀州刺史の位を追贈され、諡を宣恭とされた。子が無く、従兄弟の元寘（元謐の弟の元讞の子、字は景融）が後を嗣いだ。

## 伝記資料
- 『魏書』巻21上 列伝第9上
- 魏故宣恭趙王墓誌銘（元毓墓誌）